# Twix

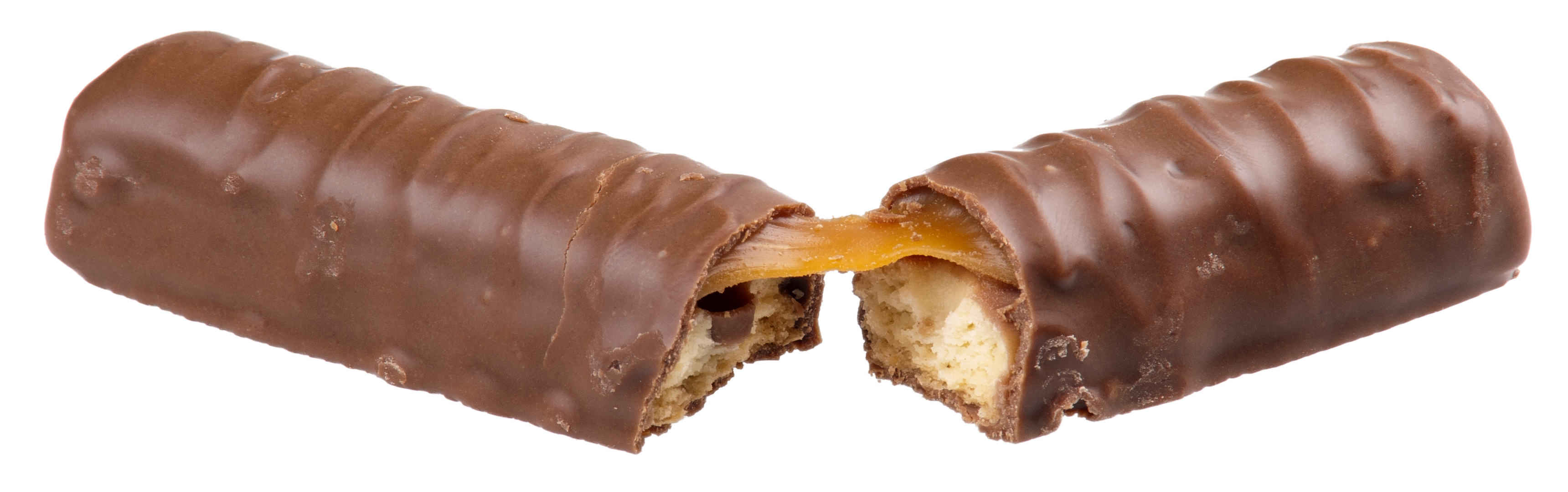
Een gebroken Twixreep

Twix is een chocoladekoek, geproduceerd door Mars Incorporated. De naam van het snoepgoed was oorspronkelijk 'Raider'. In 1991 werd in het kader van de wereldwijde marktstrategie van de onderneming de naam Raider gewijzigd in Twix. Een pakje Twix bestaat meestal uit twee smalle koekjes met een laag karamel. Het geheel is bedekt met melkchocolade.
Raider werd voor het eerst in 1968 in Groot-Brittannië op de markt gebracht onder de naam Twix, afgeleid van, en samengesteld uit, de twee Engelse woorden: "twin" en "biscuits", vrij vertaald 'tweelingkoekjes'. In 1979 werd het product in de Verenigde Staten geïntroduceerd. 
In 2009 werd Twix in een gelimiteerde oplage in Duitsland weer onder de naam Raider verkocht. Hetzelfde gebeurde in 2015 in Nederland en België, tegelijkertijd met een variant met witte chocolade en cappuccino. Sinds oktober 2018 is er in Nederland ook een speculoos-variant verkrijgbaar. In Nederland is ook een variant te koop met de smaak salted caramel.